# Hexatoma angustipennis
Hexatoma angustipennis är en tvåvingeart som först beskrevs av Günther Enderlein 1912.  Hexatoma angustipennis ingår i släktet Hexatoma och familjen småharkrankar. Inga underarter finns listade i Catalogue of Life.